# Арион, Константин
Константин К. Арион (рум. Anton Arion; 1824—1897) — румынский политический и государственный деятель, министр юстиции, внутренних дел, Министр иностранных дел Королевства Румынии, юрист.

## Биография
Сын бывшего председателя Бухарестского трибунала. Получил юридическое образование.
Занимал несколько должностей в государственной администрации: служил в жандармерии, был чиновником, окружным префектом (с 1861).
Сторонник либеральных идей. Активно выступал за Объединение Дунайских княжеств. В 1862 году стал членом Избирательной ассамблеи, а после отстранения Александру И. Куза — депутатом Учредительного собрания (1866) и Чрезвычайным комиссаром правительства. 
Несколько раз занимал пост министра юстиции в правительствах Штефана Голеску (19-29 августа 1867, 13 ноября 1867 — 29 апреля 1868) и Николае Голеску (1 мая — 2 ноября 1868). Во время своего правления произвёл ряд изменений на уровне уездных судов и, в частности, учредил суды с присяжными заседателями в уездных городах, целью которых было "гарантирование хорошего управления и справедливости". 
В качестве министра внутренних дел (12 августа — 2 ноября 1868 (временно) и 2-16 ноября 1868)  реализовал «Закон об организации вооруженной власти в Румынии», принятый в июле 1868 г.
В 1876-1877 годах — Министр иностранных дел Королевства Румынии .